# Stadtgeschichtliches Museum der Hansestadt Wismar

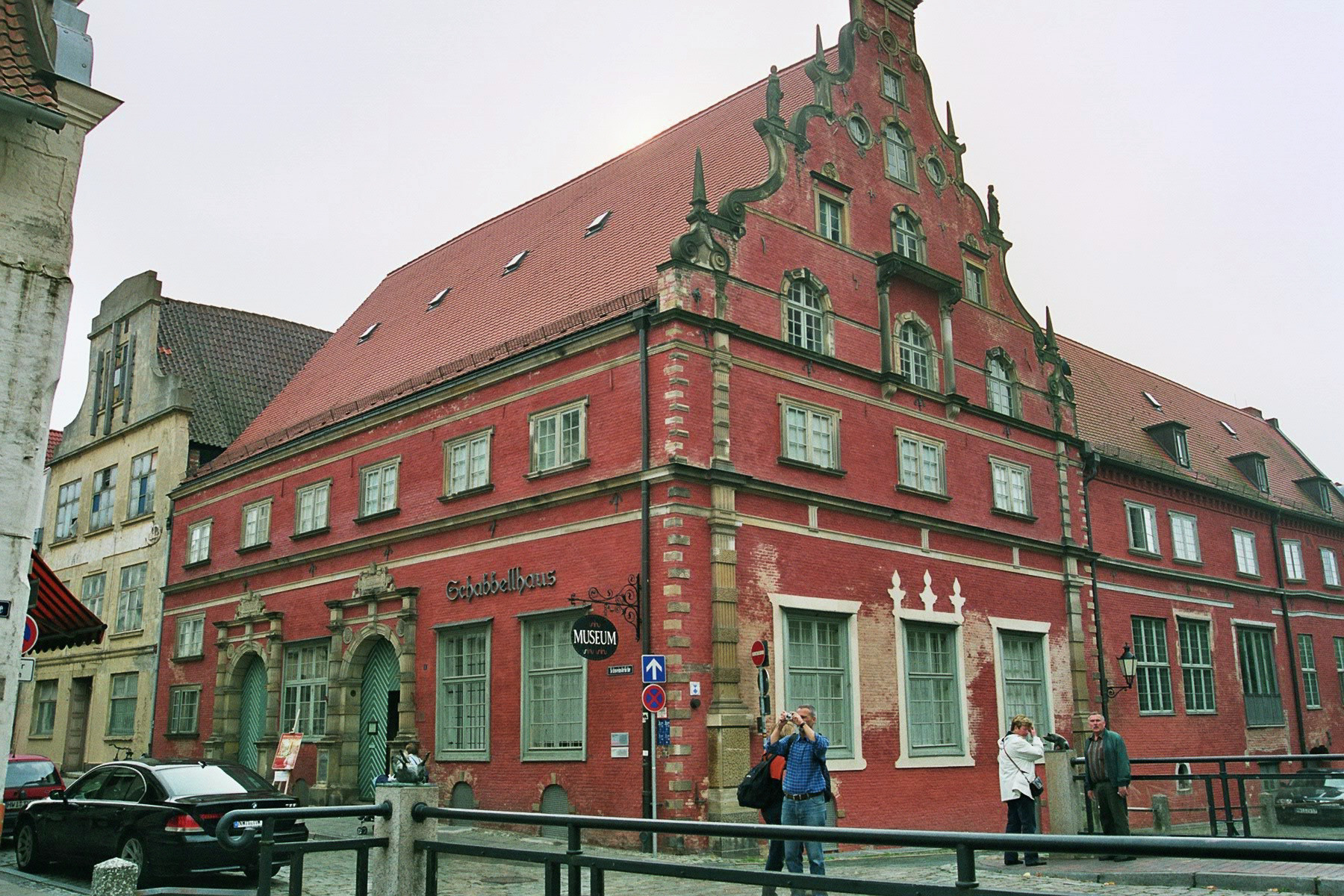
Schabbellhaus 2006

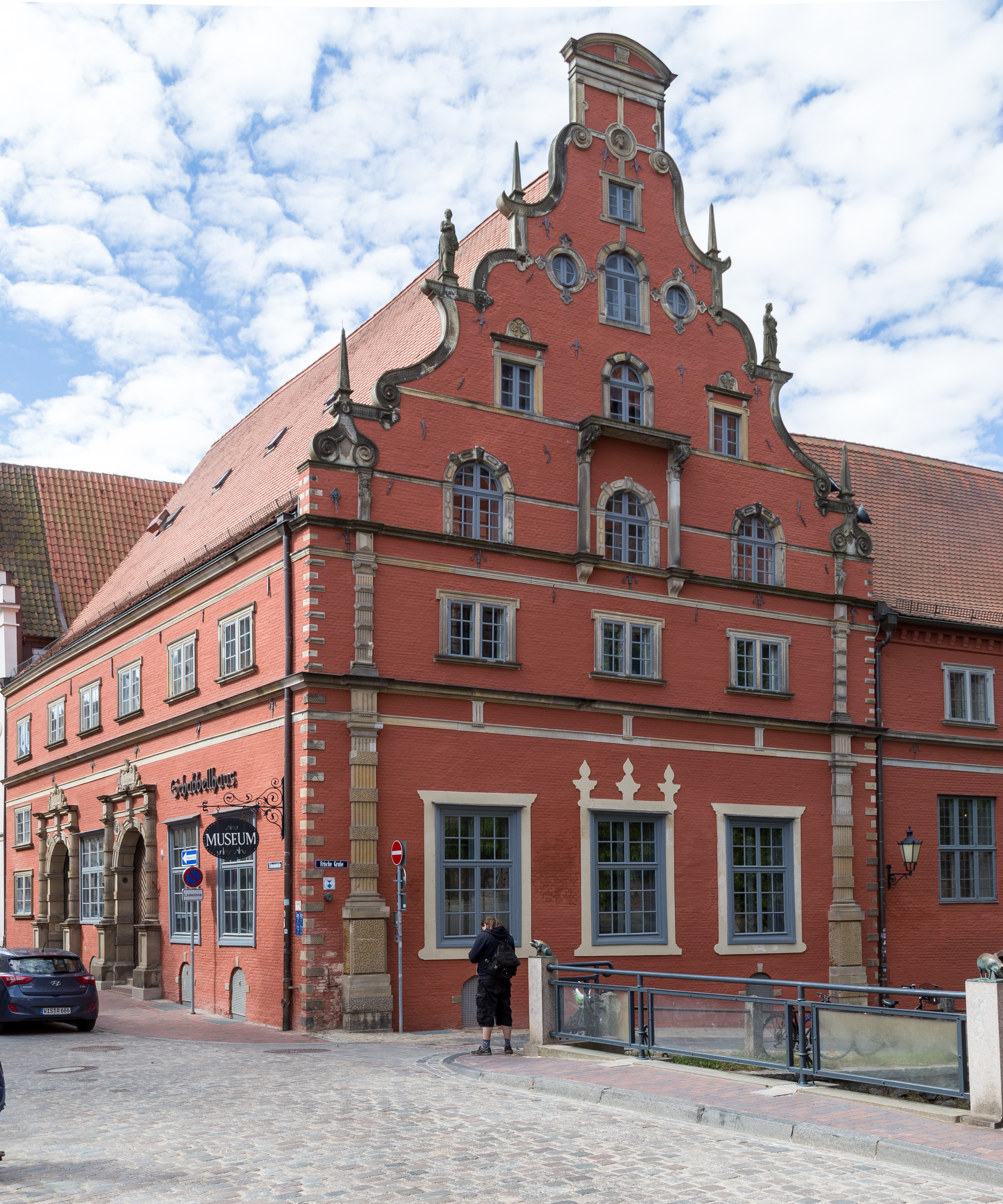
Schabbellhaus 2018

Das Stadtgeschichtliche Museum der Hansestadt Wismar befindet sich in Wismar-Altstadt im  Schabbellhaus (kurz auch Schabbell), Schweinsbrücke Nr. 6 und 8.
Das Gebäude steht unter Denkmalschutz.

## Geschichte

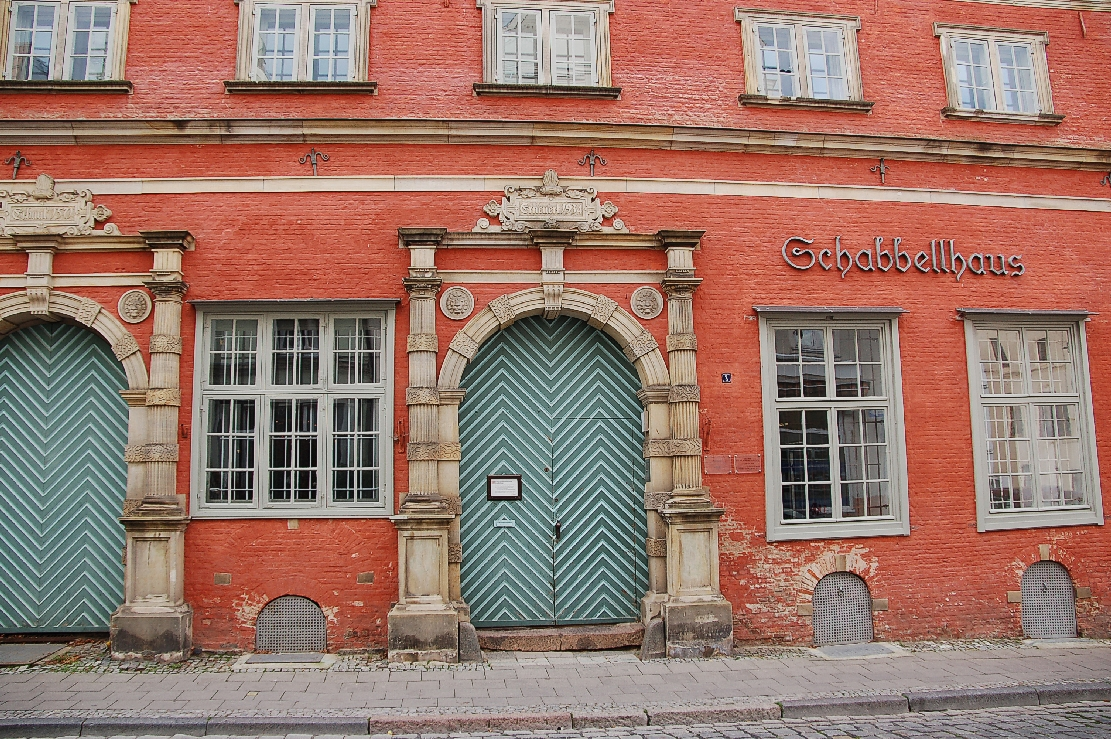
Portale an der Schweinsbrücke

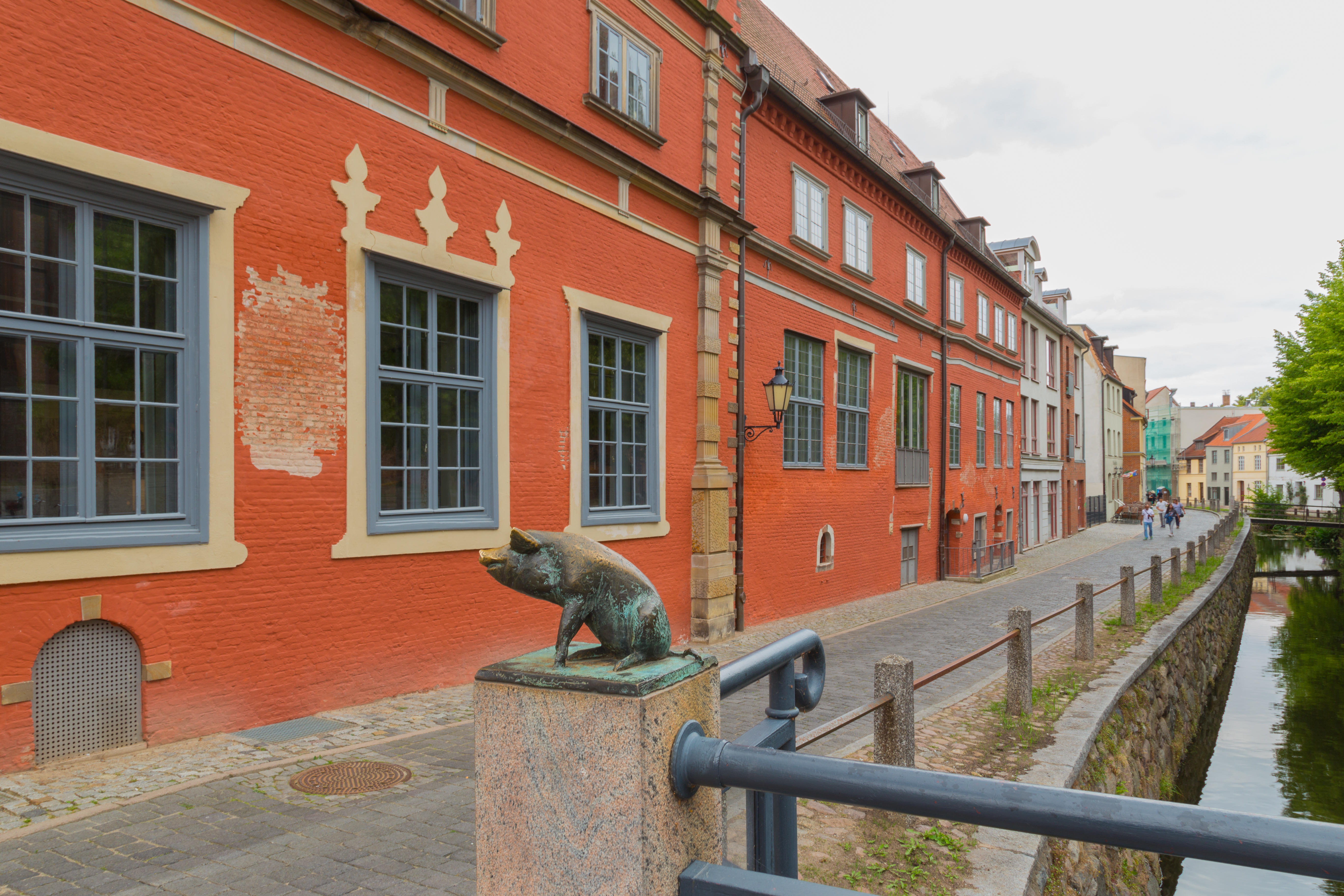
Seitenansicht an der Grube

Das zweigeschossige Gebäude mit einem viergeschossigen Treppengiebel wurde um 1569 bis 1571 durch den niederländischen Baumeister Philipp Brandin für den Bierbrauer, Ratsherrn und späteren Bürgermeister der Stadt Wismar, Hinrich Schabbell (1531–1600), als Kaufmannshaus (Wohn- und Geschäftshaus) und Brauerei im Stil der Frührenaissance an der Schweinsbrücke über die Frische Grube errichtet. Nach späteren Eigentümern wurde das Gebäude auch Kochsche Brauerei genannt.
In Schabbells Auftrag wurde das Haus zur Straße hin traufständig errichtet, der repräsentative Giebel mit deutlichen Anklängen an die Niederländische Renaissance zeigt zur Seitenstraße an der Frischen Grube und wirkt dadurch stadtbildprägend. Einen gewissen Ausgleich schaffen die beiden Renaissanceportale an der Straße mit den beiden Wappen der Eheleute Schabbell. Der Entwurf des Giebels durch Brandin soll auf bei dem Verleger Hieronymus Cock erschienenen Vorlagen von Hans Vredeman de Vries beruhen. Heinrich Schabbell schrieb später über sein Haus: „Der Stadt zur Zierde und Ehre“ diene sein neues Brauhaus. Zu dieser Zeit bildeten das Schabbellhaus und das benachbarte Giebelhaus als Bürgerhaus mit Kemladen, Schweinsbrücke 6, einen gemeinsamen Komplex. Im 19. und 20. Jahrhundert
wurden an beiden Gebäuden viele Veränderungen vorgenommen u. a. an der Raumaufteilung, den Geschosshöhen und den Fassaden.
Das Ensemble Schabbellhaus wurde mit Fördermitteln des Bundes und aus Mitteln der Städtebauförderung zunächst bis 1997 und dann von 2010 bis 2017 saniert. Das Haus musste 2010 nach jahrelangen funktionalen Einschränkungen aus
bauordnungsrechtlichen Gründen schließen.

## Ausstellung und Sammlungen
Das Museum dokumentiert die Zeit der Zugehörigkeit Wismars zur Hanse und die Schwedenzeit in Wismar, als die Hansestadt ab Ende des Dreißigjährigen Krieges bis zum Beginn des 19. Jahrhunderts zum Königreich Schweden gehörte. Das 19. Jahrhundert wird durch eine Sammlung von Werken des in Wismar tätigen mecklenburgischen Malers Carl Canow dokumentiert. Das Museum verwahrt auch den einzigen original erhaltenen Wismarer Schwedenkopf.
Es gliedert sich in die Bereiche:
- Die Häuser des Hinrich Schabbell – begehbares Welterbe.
- Das Gläserne Museum – wie ein Museum „hinter den Kulissen“ arbeitet.
- Stadtgeschichte Wismars – ein Erfahrungsschatz aus 800 Jahren als  Dauerausstellung: Wismar hanseatisch, fürstlich, schwedisch und mecklenburgisch sowie weltweit, industriell und sozialistisch.